# Unglück in Biescas
Als Unglück in Biescas wird ein Murgang in der spanischen Pyrenäen-Gemeinde Biescas am 7. August 1996 bezeichnet, dem bei der Zerstörung eines Campingplatzes 87 Menschen zum Opfer fielen.

## Ablauf
Langanhaltende Regenfälle mit bis zu 160 Litern pro Quadratmeter lösten in den umliegenden Bergen einige Hänge und rissen bis zu 2 Meter große Felsbrocken talwärts. Den einige Jahre zuvor am Fuße des Baches gebauten Campingplatz Virgen de las Nieves riss das Geröll und die Schlammlawine komplett mit sich. 87 Menschen wurden getötet und 187 verletzt. Die Rettungskräfte konnten in der Folge nur noch Tote aus den Trümmern bergen. Die meisten Überlebenden waren zum Zeitpunkt des Unglücks auf Ausflügen.

## Folgen
Untersuchungen ergaben, dass seit Jahrhunderten wegen möglicher Überschwemmungen niemand  in der Nähe des Baches gebaut hatte. Ein Gutachten des Naturschutzdienstes Aragon kritisierte den Bau des Campingplatzes an dieser Stelle frühzeitig, dies blieb aber ungehört. Erst das Unglück löste Diskussionen darüber aus, ob der Platz dort jemals hätte gebaut werden dürfen.
Der Nationale Gerichtshof urteilte Ende 2005, dass der Staat (Confederación Hydrográfico Ebro) und die Regionalregierung von Aragón für die Tragödie verantwortlich waren. Diese wurden verpflichtet, Entschädigungen in Höhe von 11.265.987 Euro an die Opfer des Campingplatzes zu zahlen.